# Seaton Delaval Hall

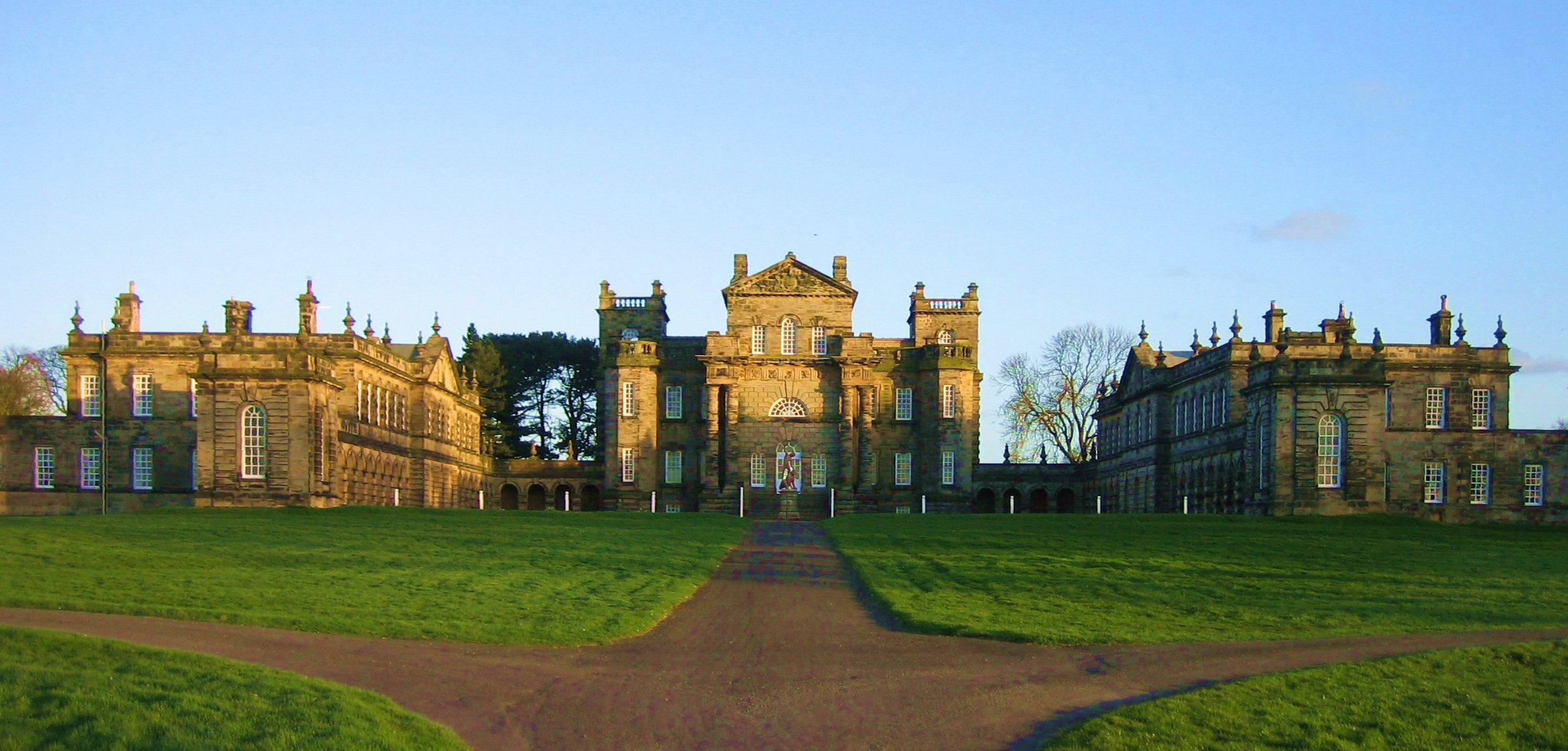
Seaton Delaval Hall

Seaton Delaval Hall ist ein Landhaus an der Küste etwas nördlich von Newcastle upon Tyne, zwischen den Ortschaften Seaton Sluice und Seaton Delaval in der englischen Grafschaft Northumberland. Es wurde 1718 von Sir John Vanbrugh entworfen und für Admiral George Delaval gebaut. Heute gehört es dem National Trust. English Heritage hat es als historisches Gebäude I. Grades gelistet.
Seit seiner Fertigstellung 1728 hat das Haus eine unglückliche Geschichte. Weder der Architekt noch der Bauherr erlebten die Fertigstellung. Es gehörte dann einer Reihe von Erben, die nur zeitweise dort wohnten. Das Schlimmste aber war, dass 1822 der Zentralbau durch einen Brand zerstört wurde und seitdem nur noch die Umfassungsmauern stehen.

## Geschichte
Der Familie Delaval gehörte das Anwesen seit der Zeit der normannischen Eroberung Englands. Admiral Delaval kaufte es von einem verarmten Verwandten, Sir John Delaval. Admiral George Delaval hatte sein Vermögen während seiner Zugehörigkeit zur Royal Navy mit dem Aufbringen von Schiffen nach dem Prisenrecht gemacht und hatte auch als britischer Gesandter in der Regierungszeit von Königin Anne gedient. Im Jahre 1718 holte er den Architekten John Vanbrugh, um ihn bei der Erweiterung und Modernisierung des existierenden Herrenhauses zu beraten. Als er das Anwesen sah, erkannte Vanbrugh, dass er eigentlich nichts für seinen Auftraggeber tun konnte und riet zum vollkommenen Abriss aller Gebäude mit Ausnahme der alten Kapelle beim Herrenhaus, die heute die Pfarrkirche Zu unserer lieben Frau ist.
Delaval nahm seinen Rat an und der Neubau wurde 1728, zwei Jahre nach dem Tod des Admirals, fertiggestellt. Das neue Herrenhaus war das letzte Landhaus, das Vanbrugh entwarf, aber es gilt als seine schönste Arbeit. Nach dem Tode des Admirals erbte sein Neffe Francis Blake Delaval der Ältere das Anwesen und zog sofort ein.
1775 fertigte der Portraitmaler William Bell zwei Gemälde des Hauses an, eines von der Nordfassade und eines von der Südfassade. Bell malte auch Porträts vieler damaliger Bewohner des Hauses. Dies brachte ihm die Patronage von Lord Delaval, dem jüngeren Sohn des oben erwähnten Francis Blake Delaval, ein.
Im Jahre 1822 wurde der Zentralblock durch einen Brand zerstört, der durch Dohlen, die in den Kaminen eines Teils des Südostflügels anschließend an den Zentralblock nisteten, verursacht worden sein soll. Dieser Flügel wurde in der Folge abgerissen. Heute noch sieht man verschiedene Öffnungen, die inzwischen verglast sind, an denen man erkennen kann, wo der Südostflügel an den Zentralblock angeschlossen war.
Das Haus wurde vom Architekten John Dobson in den Jahren 1862–1863 restauriert: Der Zentralblock erhielt ein neues Dach, blieb aber innen im Rohbau. Heute noch sieht man die Brandspuren im Rittersaal deutlich, der ursprünglich 9 Meter hoch war, aber heute immer noch bis zum Dach offen ist und geschwärzte Wände und Musenstatuen hat.
Im Zweiten Weltkrieg wurde das Landhaus zur Beherbergung deutscher Kriegsgefangener genutzt, die als Landarbeiter auf den benachbarten Bauernhöfen arbeiten mussten.

### Nach dem Zweiten Weltkrieg
Weitere Restaurierungsarbeiten wurden 1959 und Anfang der 1960er-Jahre durchgeführt, z. B. der Ersatz der Fenster im Zentralblock, die Restaurierung der Obergeschossgalerie in der Haupthalle und die Legung neuer Böden im Piano nobile. Aber das Haus blieb bis in die 1980er-Jahre unbewohnt. Dann zog – erstmals nach 160 Jahren – wieder ein Delaval ein, und zwar Edward Delaval Henry Astley, 22. Baron Hastings in den Westflügel. Er lebte dort bis zu seinem Tod 2007.
Anschließend entschloss sich Delaval Astley, der neue 23. Baron Hastings, der viel Erbschaftssteuer bezahlen musste, einen Käufer für das Landhaus zu suchen. Am 1. September 2008 gab der National Trust ein Angebot von £ 6,3 Mio. für das Landhaus, die Gärten und das Anwesen ab. Im Dezember 2009 gab der National Trust bekannt, dass er den Zuschlag erhalten habe und der Kauf perfekt sei. Das Landhaus wurde am 1. Mai 2010 wieder für die Öffentlichkeit zugänglich gemacht.

## Architektur und Layout

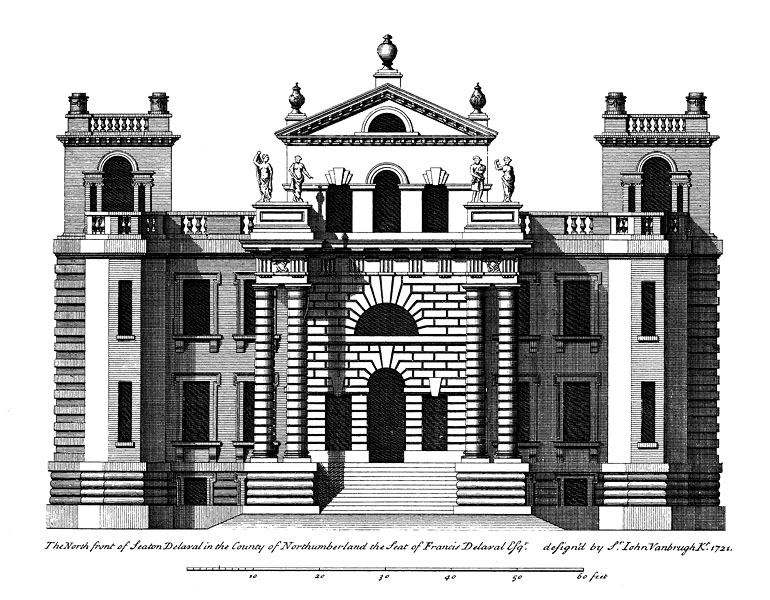
Seaton Delaval Hall – Zeichnung des Zentralblocks vor Fertigstellung, wie Vanbrugh das Haus sah. Die Statuen am Ziergiebel wurden nie ausgeführt.

Der Architekturstil ist als „Englisches Barock“ bekannt und basiert auf dem Palladianismus, der von Inigo Jones im Vereinigten Königreich eingeführt wurde. Vanbrugh entwickelte den Stil aus dem dekorativeren und architektonisch leichteren Barock des kontinentalen Europas.
Das Landhaus besteht aus einem Zentralblock – auch Corps de Logis –, in dem die Paradezimmer und anderen wichtigen Räume untergebracht sind, und zwei flankierenden Flügeln. Die Flügel bestehen jeweils aus einem Mittelteil mit drei Jochen, die von einem Ziergiebel gekrönt werden, und je sieben Jochen links und rechts davon mit Schiebefenstern im Obergeschoss und Arkaden im Erdgeschoss.
Im Westflügel waren ursprünglich untergeordnete Räume und Wohnräume für die Dienerschaft untergebracht. Der Flügel, der bei einem früheren Brand beschädigt, aber wieder nach Originalplänen restauriert wurde, unterscheidet sich von den anderen Gebäude durch seine großartige Kolonnade und hatte eine hoch gewölbte Küche, die heute ein Salon ist. Im Ostflügel befinden sich die Stallungen, eine 20 Meter lange Kammer von palastartiger Konstruktion mit Boxen und Futtertrögen aus Stein. Zwischen den beiden Flügeln befindet sich ein großer Hof, 55 Meter lang und 46,5 Meter breit.
Außen ist das Landhaus immer noch ein perfektes Beispiel englischen Barocks, aber die Paradezimmer innen sind nach dem Brand immer noch unrestauriert.
Ebenfalls im 160 Hektar großen Park befindet sich ein steinernes Mausoleum etwa 800 Meter östlich des Herrenhauses, das einst eine majestätische Kuppel hatte, die aber heute nicht mehr existiert. Aber es besitzt eine Portikus, der auf riesigen, monolithischen Säulen ruht. Dieses Mausoleum errichtete Lord Delaval für seinen einzigen Sohn, John, der 1775 im Alter von 19 Jahren „in Folge eines Fußtrittes in ein lebenswichtiges Organ durch eine Wäscherin (starb), der er seine Aufwartung machte.“ Nie wurde irgendjemand wirklich in diesem Mausoleum begraben, das auch nie gesegnet wurde. Der unglückliche John Delaval aber liegt in der Peterskirche in Doddington in Lincolnshire begraben.
Das Mausoleum ist heute eine Ruine, sein Bleidach ist verschwunden. Ebenfalls östlich des eingefriedeten Gartens befindet sich die nach Süden ausgerichtete Orangerie, die vom Architekten William Etty entworfen wurde, der mit Vanburgh zusammenarbeitete. Sie hat fünf verglaste Bögen, getrennt durch dorische Halbsäulen. Die Statue zeigt einen schmächtigen David mit leerer Schleuder, der leicht über der sich krümmenden Figur von Goliath steht, der seine Daumen in seinen Handflächen aufeinander gelegt hat, ein northumbrisches Abwehrzeichen gegen Hexerei.
Ein großer Obelisk dominiert die Felder südlich des Herrenhauses; der Stumpf eines zweiten liegt auf der Nordseite an der Straße, die am Herrenhaus vorbeiführt, in der Nähe der Kurve nach New Hartley. Dieser zweite Obelisk zeigt die Stelle an, an der Admiral George Delaval 1723 nach einem Sturz von seinem Pferd starb, bevor das neue Herrenhaus fertig war. Nur die Basis des Obelisken ist heute noch erhalten, halb versteckt hinter Bäumen. Sie ist nicht als historisches Bauwerk gelistet.

## Legende
Wie viele große, alte Häuser in England hat, soll auch die Seaton Delaval Hall ihren Geist haben. Der Familienbiograf Francis Askham berichtet:

”There is a first-floor window on the North front of Seaton Delaval where, so it would seem from one particular part of the forecourt, a white-clad figure is standing. This, according to legend, is the White Lady, a girl who fell in love with the Delaval heir and died of a broken heart because the marriage was forbidden.” (dt.: „Es gibt ein Fenster im ersten Obergeschoss der Nordfassade von Seaton Delaval Hall, bei dem es beim Blick von einem bestimmten Punkt des Vorhofes aus so aussieht, als würde eine weiß gekleidete Figur dort stehen. Die ist nach der Legende die Weiße Frau, ein Mädchen, das sich in den Erben der Delaval verliebte und an gebrochenem Herzen starb, weil eine Heirat nicht erlaubt wurde.”)

## Galeriebilder

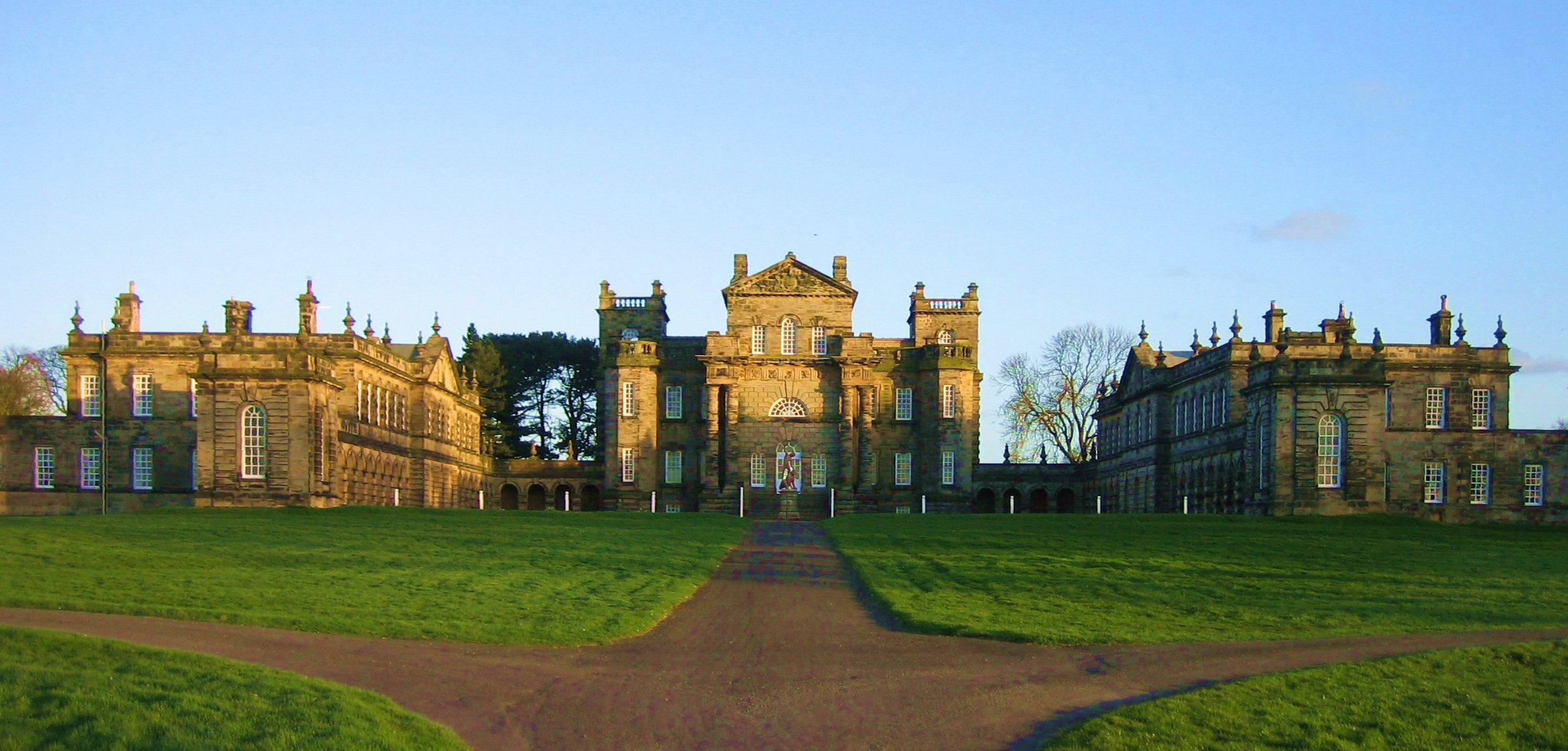
Herrenhaus von Norden
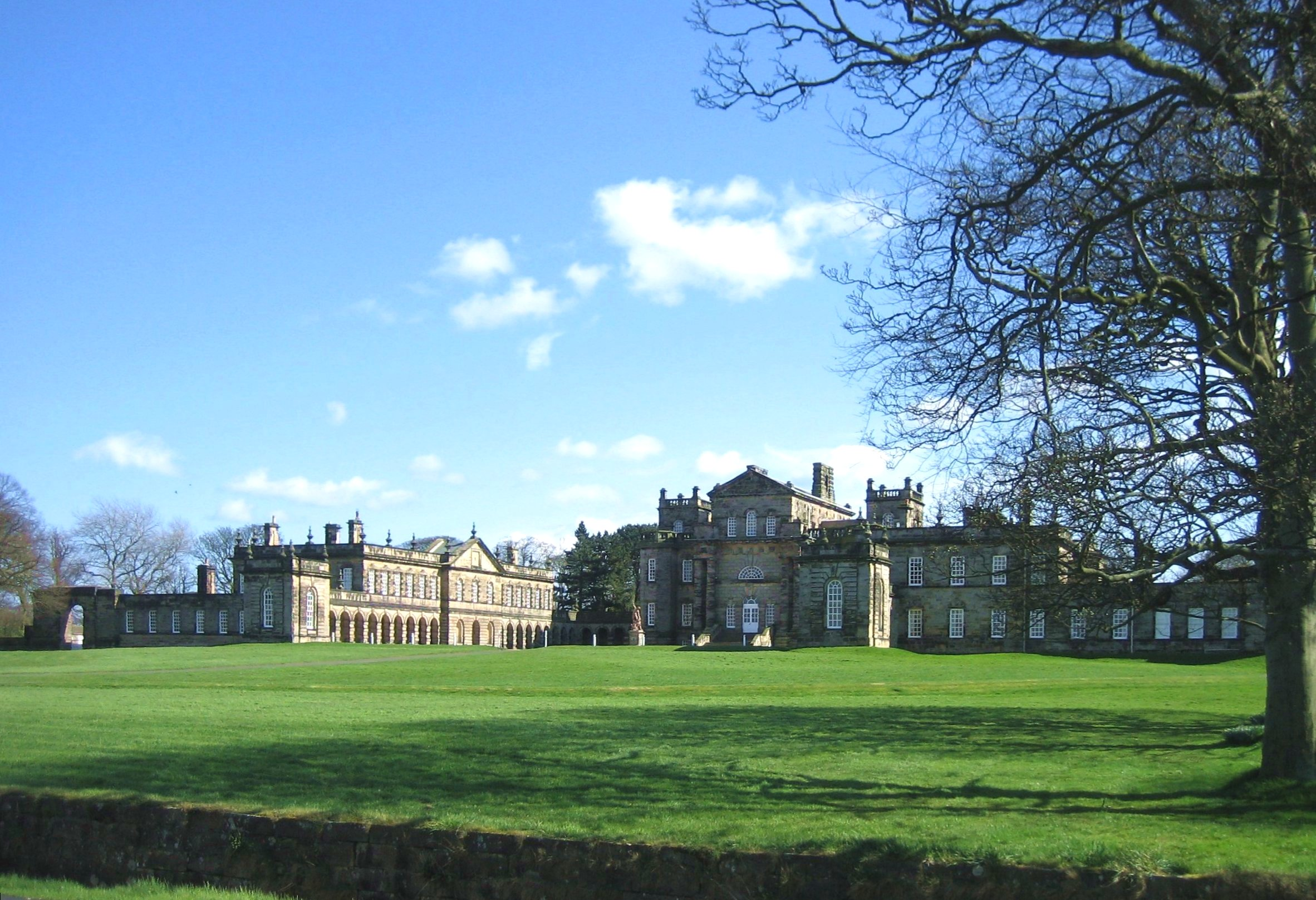
Herrenhaus von Nordwesten
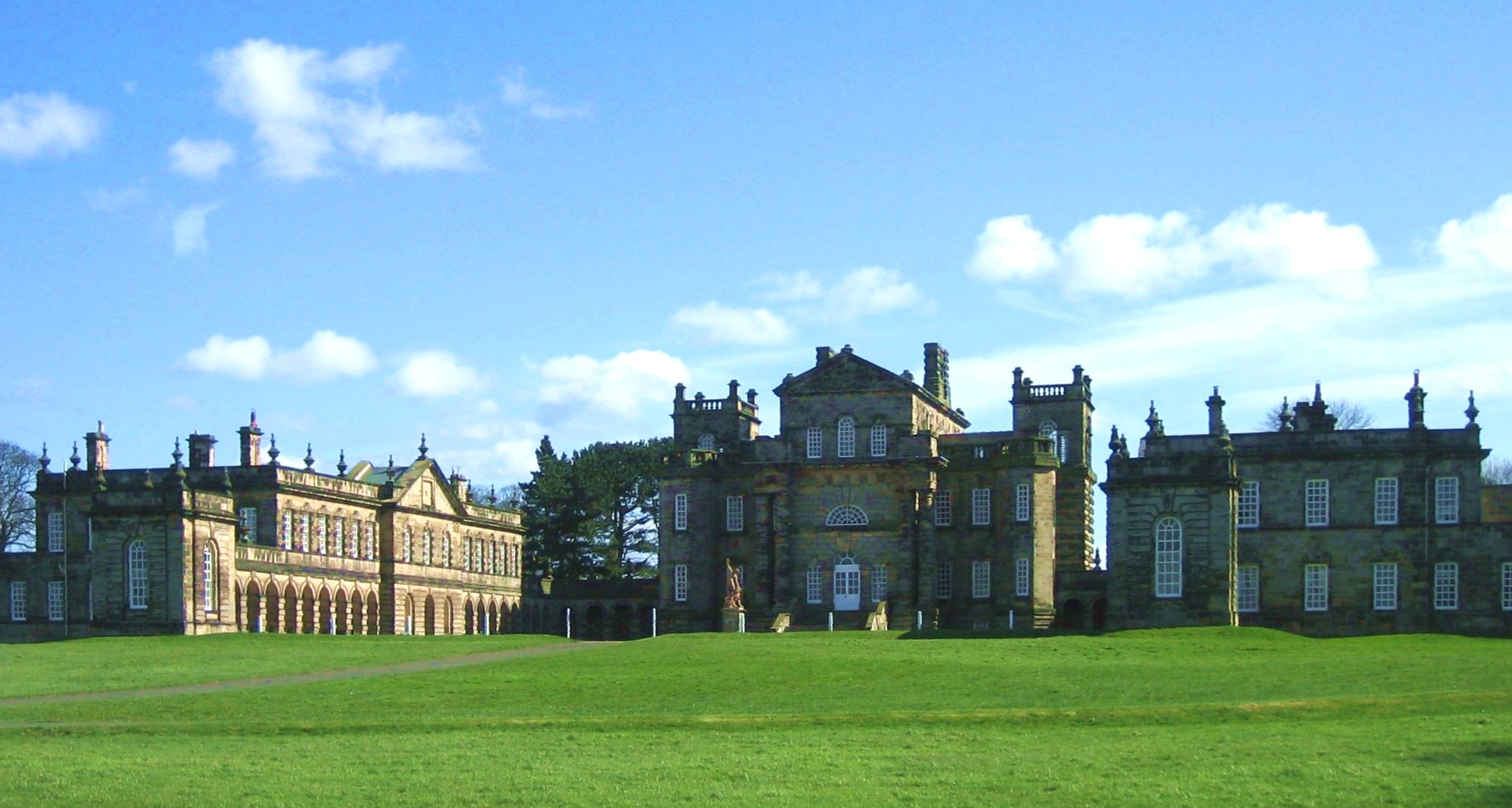
Herrenhaus von Nordwesten
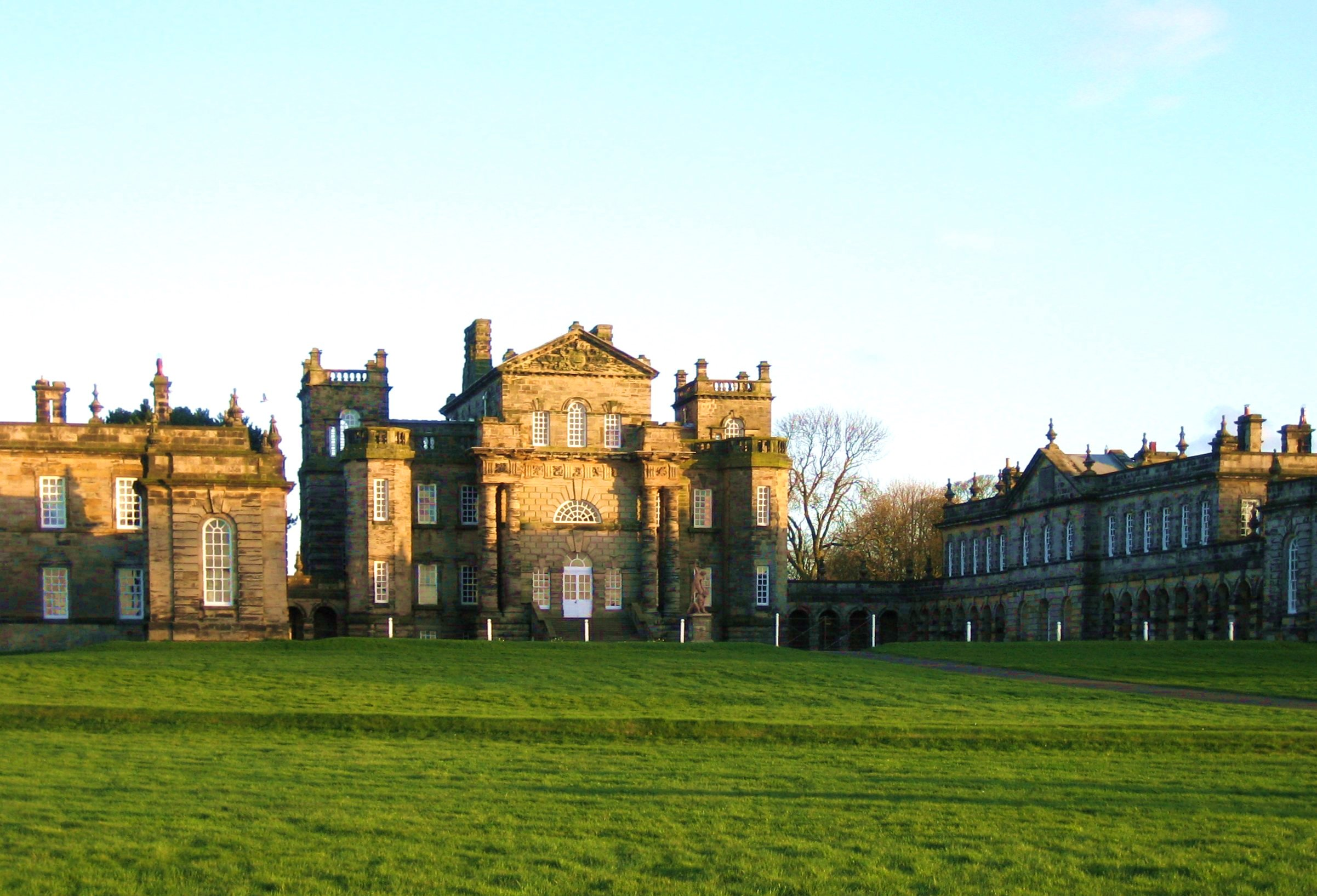
Herrenhaus von Norden
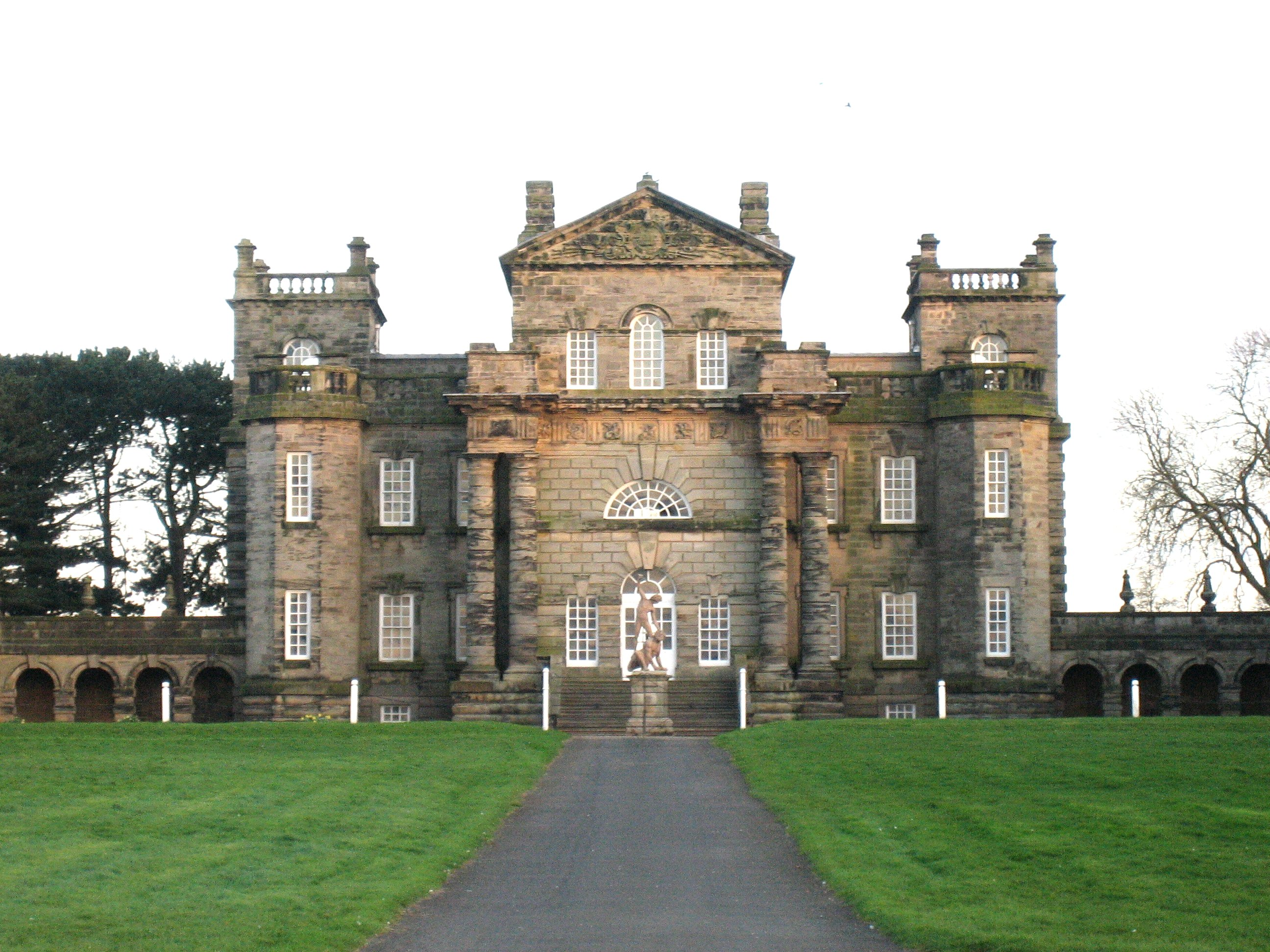
Zentralblock von Norden